# Gullfaks C
Gullfaks C ist eine Bohrinsel von Statoil bei Block 34/10 (Gullfaks-Ölfeld) in der Nordsee zwischen Großbritannien und Kontinentaleuropa.
Gullfaks C hat ein Gewicht von ca. 870.000 Tonnen und ist die größte Öl-Bohrinsel Norwegens und zählt zu den größten Öl-Plattformen der Welt. Die Plattform (Länge 142 Meter, Breite 40 Meter – über Wasser) steht auf vier Stützpfeilern aus Hochleistungsbeton und liegt 217 Meter tief im Wasser. Die Gesamthöhe der Struktur beträgt 380 Meter.
Auf acht Stockwerken befinden sich insgesamt 330 Betten, davon 220 in Einzelkabinen. Rund 10 % der Bewohner von Gullfaks C sind weiblich. Gearbeitet wird auf Gullfaks C im Rhythmus: 14 Tage Arbeit, darauf folgen drei Wochen frei, nach weiteren 14 Tagen Arbeit vier Wochen frei. Dann wiederholt sich dieser Kreislauf wieder. Gullfaks C fördert 250.000 Barrel Öl pro Tag (Erdgas wurde 1959 und Öl 1970 in der Nordsee entdeckt). Die Tankkapazität beträgt 300 000 m³.
Das norwegische Festland ist 174 km entfernt und somit sind Helikopter das wichtigste Personen-Transportmittel. Gullfaks C wurde 1990 fertiggestellt und soll bis 2013/2014 betrieben werden.[veraltet]